# Jardín de Oriente
Jardín de Oriente es una ópera en un acto, compuesta por Joaquín Turina con un libreto escrito por Gregorio Martínez Sierra y su esposa María Lejárraga. Se estrenó en el Teatro Real de Madrid el 6 de marzo de 1923. La historia está ambientada en el palacio y los jardines de un sultán del Norte de África  y narra la historia de amor entre una de las esposas del sultán y el hombre que lo derrota en la batalla.

## Antecedentes e historia de las interpretaciones
Jardín de Oriente fue la tercera de las tres óperas que compuso Turina, y la segunda que fue escenificada. Gregorio Martínez Sierra también había escrito el libreto para la segunda ópera de Turina, Margot, y a pesar de que su esposa no apareció en los créditos del libreto de Margot, tuvo una importante participación en el mismo, en particular en la descripción de los personajes femeninos.
Turina comenzó la composición de Jardin el 1 de marzo de 1922 y la terminó en octubre de 1922, con la orquestación final completada el 24 de enero de 1923. La ópera se estrenó en el Teatro Real de Madrid en el mes de marzo en una producción diseñada por José Olalla con la orquesta dirigida por Arturo Saco del Valle. La obra ha sido interpretada en contadas ocasiones desde entonces. Hubo un «montaje escénico en tiempos modernos» en el Teatro de la Zarzuela en Madrid en 1982 para conmemorar el centenario del nacimiento del compositor, y se interpretó la versión de concierto en el Auditorio Nacional en Madrid, en 1999, con motivo del 50.º aniversario de la muerte de Turina.
No hay grabaciones completas de la ópera, pero la transcripción para piano de la danza ("La Danza") ha sido grabada por Albert Guinovart para Harmonia Mundi (1996) y Antonio Soria por Edicions Albert Moraleda (1998).

## Personajes
| Papel                                                                    | Voz         | Plantel del estreno (6 de marzo de 1923) Director: Arturo Saco del Valle |
| ------------------------------------------------------------------------ | ----------- | ------------------------------------------------------------------------ |
| Galiana, una de las esposas del sultán                                   | soprano     | Matilde Revenga                                                          |
| Zaida, una de las esposas del sultán                                     | contralto   | Ramona Galán                                                             |
| Celinda, una de las esposas del sultán                                   | soprano     | Manolita Guardiola                                                       |
| Omar, el enemigo del sultán                                              | barítono    | Francisco Izal                                                           |
| Hassán, siervo de Omar                                                   | tenor       | Jaime Ferré                                                              |
| El genio de la fuente, el Espíritu de la fuente                          | soprano     | Graciela Fernán de Vergar                                                |
| El sultán                                                                | voz hablada |                                                                          |
| Esposas y bailarines del sultán, moros, el sultán y los soldados de Omar |             |                                                                          |